# François Morel (Komponist)
François Morel (* 14. März 1926 in Montreal; † 14. Januar 2018) war ein kanadischer Komponist, Pianist und Dirigent.

## Leben
Morel studierte von 1944 bis 1953 am Conservatoire de musique du Québec bei Claude Champagne, Jean Papineau-Couture, Isabelle Delorme, Arthur Letondal, Germaine Malépart und Edmond Trudel. Sein Freund Gérald Gagnier führte ihn in die Anfangsgründe der Orchesterleitung ein.
1953 führte Leopold Stokowski seine Antiphonie in der Carnegie Hall auf und machte ihn damit als Komponist bekannt. 1954 schloss er sich mit Serge Garant und Gilles Tremblay zusammen, um zeitgenössische kanadische und europäische Musik aufzuführen. 1956 ging hieraus die Gruppe Musique de notre temps hervor, der neben Morel und Garant Otto Joachim und Jeanne Landry angehörten.
Von 1956 bis Ende der 1970er Jahre arbeitete Morel für die CBC. Für den Rundfunk produzierte er das Programm Festivals; neben Kompositionen für den Rundfunk schrieb er die Soundtracks für mehrere Fernsehserien. Daneben unterrichtete er von 1959 bis 1961 Komposition am Institut Nazareth und war von 1972 bis 1978 Direktor der Académie de musique du Québec (AMQ).
Von 1979 bis 1980 unterrichtete Morel Orchestration und Komposition an der Universität Montreal, daneben ab dem gleichen Jahr auch an der Universität Laval.
Zahlreiche Werke Morels wurden durch das Montreal Symphony Orchestra uraufgeführt: 1960 unter Igor Markevitch die unter dem Einfluss Edgar Varèses stehende Komposition Boréal, 1964 unter Thomas Schippers L’Étoile noire nach dem gleichnamigen Gemälde von Paul-Émile Borduas, 1978 unter Rafael Frühbeck de Burgos Jeux zur Eröffnung der 78. Sitzung des Internationalen Olympischen Komitees und 1988 unter Charles Dutoit das von dem Buch Poussières d’étoiles des Astrophysikers Hubert Reeves inspirierte Aux couleurs du ciel.

## Werke
- Esquisse, 1947
- Dyptique für kleines Orchester/23 Instrumente, 1948
- Ronde enfantine für Klavier, 1949
- Quatre Chants japonais, 1949
- String Quartet No. 1, 1952
- Antiphonie für Orchester, 1953
- Cassation für Bläserseptett, 1954
- Deux Études de sonorité für Klavier, 1954
- Prière für Orgel, 1954
- Symphonies für Bläserensemble und Schlagzeug, 1956
- Les Rivages perdus, 1956
- Rythmologue für Schlagzeug, 1957, 1970
- Boréal für Orchester, 1959
- Rituel de l’espace für Orchester, 1959
- L’Étoile noire (Tombeau de Borduas) für Orchester, 1962
- Quintet, 1962
- String Quartet Nr. 2, 1963
- Alleluia für Orgel, 1964–68
- Étude en forme de toccate, 1965
- Prismes-Anamorphoses für Orchester 1967
- Nuvattuq, 1967
- Départs für Schlagzeug, Gitarre, Harfe und 14 Streicher, 1969
- IIKKII (Froidure) für 18 Instrumente, 1971
- Radiance für Orchester 1972
- Me Duele España für Gitarre, 1975
- Melisma für Klavier und Orchester, 1980
- Aux marges du silence, 1982
- Duolet I für Flöten, 1982
- L’Oiseau-Demain für 12. Flöten, zwei Klarinetten und Schlagzeug, 1982
- Divergences, 1983
- Aux couleurs du ciel, 1985-7
- Talea (Couleur) für Flöte, Oboe und Klarinette, 1984
- Aerea für Bläser, 1986
- Fulgurance I für Flöte, Gorn, Cello, Klavier, Harfe und Schlagzeug, 1986
- Lyre de crystal für Schlagzeug, 1986
- Les Voix de l’ombre für Bläser, 1987
- Duolet II für Flöten, 1988
- De subitement lointain, 1989
- Figures-Segments-Ellipses für zwei Klarinetten und Streichquartett, 1990
- Fulgurance II für Altflöte, Oboe d’Amore, Klarinette, Horn, Violine, Viola, Cello, Klavier, Harfe und Schlagzeug, 1990
- Paysage dépaysé für zwei Violinen, Viola und zwei Celli, 1990
- Distance intime für Flöte und Klavier, 1991
- Stèle für Klarinette, 1991